# Åsa Knoge-Hellström

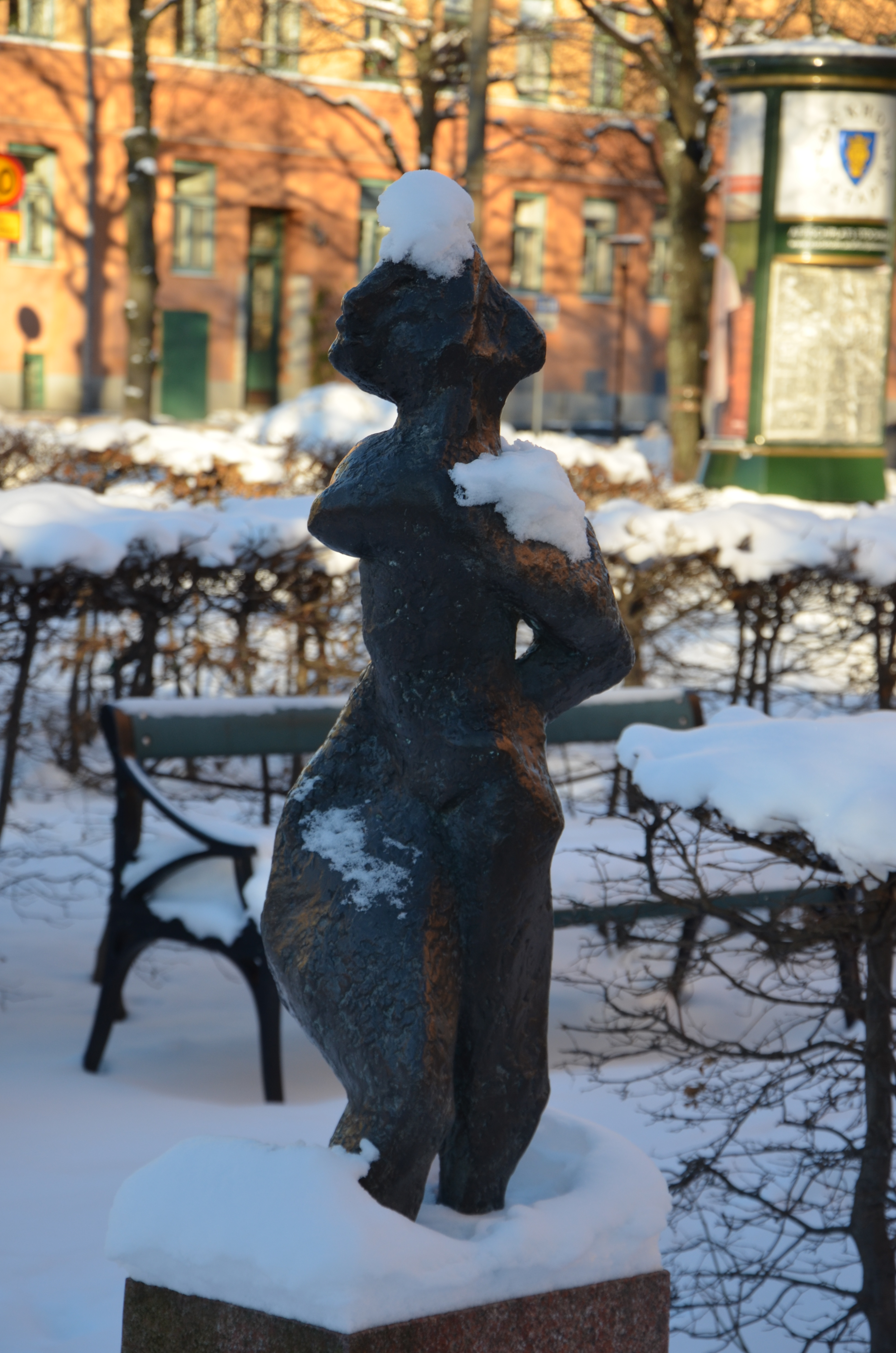
Sophie, Katarina Bangata, Stockholm

Åsa Elisabeth Knoge-Hellström, född 11 oktober 1941, är en svensk skulptör.
Åsa Knoge-Hellström utbildade sig på 1970-talet på skulpturlinjen på Kungliga Konsthögskolan i Stockholm.

## Offentliga verk i urval
- Sophie, brons, Katarina Bangata i Stockholm, 1984